# لنفوم غیرهاجکین
لنفوم غیر هاجکین (انگلیسی: Non-Hodgkin lymphoma، به اختصار NHL) گروهی از سرطان‌های خون است که دربرگیرندهٔ همه انواع لنفوم به غیر از هاجکین است. علائم آن بزرگ شدن غدد لنفاوی همراه با تب، تعریق شبانه ،کاهش وزن و خستگی است. سایر علائم ممکن است شامل درد استخوان، درد قفسه سینه، یا خارش باشند. برخی از انواع این بیماری رشدی آهسته دارند در حالی که برخی دیگر رشدی سریع دارند.

## زیر گروه‌ها
لنفوم‌های غیرهوچکین سلول B شامل ساب تایپ‌های زیر است:
- لنفوم بورکیت
- لوسمی لنفوسیتی مزمن/لنفوم لنفوسیتی کوچک (CLL/SLL)
- لنفوم سلول B منتشر بزرگ
- لنفوم فولیکولار
- لنفوم سلول بزرگ ایمونوبلاستیک
- لنفوم سلول منتل
- انواع طبقه‌بندی نشده

## علائم و درمان
لنفوم نوعی از سرطان با منشأ لنفوسیت، نوعی از گلبول سفید است. عوامل خطرزا عبارتند از عملکرد ضعیف سیستم ایمنی بدن، بیماری‌های خود ایمنی، عفونت هلیکوباکتر پیلوری عفونت، هپاتیت C، فربهی و چاقی و عفونت اپشتین بار ویروسی. در طبقه‌بندی سازمان بهداشت جهانی لنفوم به پنج گروه عمده تقسیم می‌شود که یکی از این گروه‌ها اختصاص به لنفوم هاجکین دارد. خود هاجکین به چهار زیر گروه تقسیم می‌شود و بیش از ۶۰ نوع خاص از لنفوم شناخته شده‌اند. تشخیص این سرطان با بررسی مغز استخوان یا بافت‌برداری از غدد لنفاوی است. تصویربرداری پزشکی نیز برای تعیین و مرحله بندی سرطان انجام می‌گیرد.
درمان این سرطان بستگی به سرعت رشد و محدودهٔ آن در ناحیه بدن دارد. درمان ممکن است شامل شیمی درمانی، پرتودرمانی، ایمنی‌درمانی، درمان هدفمند ملکولی، پیوند مغز استخوان، سلول‌های بنیادی یا عمل جراحی یا انتظار و مشاهده باشد. اگر خون به سبب وجود پادتن‌ها بیش از حد غلیظ شود آنگاه پلاسمافرزیس ممکن است استفاده شود. پرتودرمانی و برخی از انواع شیمی درمانی با این حال خطر ابتلا به سایر سرطان‌ها، بیماری‌های قلبی یا مشکلات عصبی را در طول دهه‌های بعدی زندگی بالا می‌برند.

## کشندگی
در سال ۲۰۱۵ حدود ۴٫۳ میلیون نفر دچار لنفوم غیر هاجکین بودند و ۲۳۱٬۴۰۰ نفر فوت کردند. در ایالات متحده ۲٫۱ درصد از مردم در دوره‌ای از زندگی خود مبتلا به این سرطان می‌شوند. شایع‌ترین سن تشخیص میان ۶۵ و ۷۵ سال است. میزان بقای پنج ساله در ایالات متحده آمریکا ۷۱ درصد است.

## برای مطالعهٔ بیشتر
- لنفوم غیر هوچکین بایگانی‌شده  در ۲۷ ژوئن ۲۰۱۰ توسط Wayback Machine در انجمن سرطان آمریکا
- لنفوم غیر هاجکین از Cancer.net (انجمن آمریکایی خون‌شناسی بالینی American Society of Clinical Oncology)
- اطلاعات بیمار در لنفوم غیر هوچکین از لنفوم
- ا انجمن لنفوم – مؤسسه خیریه در بریتانیا برای ارائه رایگان اطلاعات و حمایت از بیماران و خانواده و دوستان و سرپرستان